# Inter-State Forty
Der Inter-State Forty und dessen kleinere Variante Thirty waren Personenwagen der US-amerikanischen oberen Mittelklasse. Der Forty war von 1910 bis 1912 im Programm, der Fifty von 1911 bis 1912. Die Bezeichnungen sind von der jeweiligen Motorleistung abgeleitet; die Unterschiede betrafen außer der Motorisierung auch den Radstand. Hergestellt wurden die Fahrzeuge von der Inter-State Automobile Company in Muncie, Indiana.

## Modellgeschichte
Die Inter-State Automobile Company war Ende 1908 von Thomas F. Hart mit Hilfe mehrerer Investoren gegründet worden und hatte ihren Sitz an der 142, Willard street. Der Name des Unternehmens und seines Produkts war das Ergebnis eines Wettbewerbs, den Hart in Muncie veranstaltet hatte. Nach dem Inter-State 35/40 hp war der Forty 1910 das zweite Modell, das der Hersteller auf den Markt brachte. Er war ein konventionell konstruierter Wagen der oberen Mittelklasse mit kräftigem und großvolumigem, seitengesteuerten Vierzylindermotor, der in einer für einen kleinen Hersteller breiten Auswahl von fünf Karosserievarianten angeboten wurde. Vier von ihnen kosteten je US$ 1750.-; ein Torpedo war für US$ 2'000.- erhältlich. Dieses Programm wurde 1911 fortgesetzt. Nach oben wurde die Palette mit dem Inter-State Fifty ergänzt, einem Einsteigermodell in die damalige Oberklasse.
Obwohl es bereits 1912 Anzeichen für einen finanziellen Engpass gegeben haben muss, wurden alle Karosserien neu gestaltet und weitere Versionen des Fifty herausgebracht. Der Forty erfuhr eine Aufwertung durch einen noch größeren Motor; in Form des neuen Thirty blieb der bisherige jedoch im Programm. Inter-State gab dessen Leistung nun mit 30 bhp (22,4 kW) an; ob und welche technischen Änderungen dahinter stehen, ist nicht bekannt. Den Thirty gab es in zwei Ausführungen (davon einen Roadster als Einsteigermodell mit der Karosserie des 1911er Forty), den Forty in vier und den Fifty in drei Versionen.
Die neuen Karosserien wirkten massiver und wiesen mit Ausnahme des genannten Thirty Roadster Türen zu allen Plätzen auf. Es ist wahrscheinlich, dass mit diesem neuen Basismodell Bestände an noch vorhandenen Karosserien abgebaut werden sollten.
Für 1913 wurden diese drei Baureihen ersatzlos gestrichen. Stattdessen gab es nur noch ein einzelnes Sechszylindermodell, und dieses nur noch als Touring. Dessen preisliche und leistungsmäßige Positionierung zwischen Forty und Fifty, wie auch die Bezeichnung Model 45 legen nahe, dass es beide ersetzen sollte und für den Thirty kein Nachfolger angedacht war.
Im Oktober 1913 meldete das Unternehmen eine freiwillige Insolvenz an, die noch Ende dieses Jahres zu einem ordentlichen Konkursverfahren führte. Das Unternehmen wurde aufgefangen und neu unter neuer Leitung reorganisiert. Nach einem weiteren Produktionsjahr für das Model 45 erschien mit dem Inter-State Model T eine komplett neue Baureihe in der unteren Mittelklasse. Das Unternehmen schloss Ende 1918.
Die Produktionszahlen für Thirty, Forty und Fifty waren: 627 Fahrzeuge für das Modelljahr 1910, 839 für das Modelljahr 1911 und 1012 für das Modelljahr 1912. Es ist unklar, ob in dieser Zahl noch einige Vorgänger 35/40 hp, bereits vereinzelte Nachfolger Model 45 und allenfalls Prototypen eingerechnet sind. Auch eine Aufschlüsselung nach Thirty, Forty oder Fifty ist nicht möglich.

## Technik
Der Forty war das Rückgrat des Herstellers und basierte auf dem 35/40 hp von 1909.

### Motor
Von 1910 bis 1911 war der Motor des Forty war großer, wassergekühlter, seitengesteuerter Vierzylinder mit 4½ Zoll (114 mm) Bohrung und 5 Zoll (127 mm) Hub, ergebend einen Hubraum von 318,1 Kubikzoll (5212 cm³). Die Kurbelwelle war dreifach gelagert. Zunächst gab es Hochspannungs-Magnetzündung mit Trockenbatterie; 1912 wurde Doppelzündung eingeführt.
Die Gemischaufbereitung erfolgte ab 1912 mittels Stromberg-Vergaser.; wahrscheinlich war dies aber schon früher der Fall. Der Motor leistete 40 bhp (29,8 kW); aus der angegebenen Bohrung lässt sich ein A.L.A.M.-Rating von 32,4 PS ableiten.; dies war eine damals übliche, allerdings sehr ungenaue Methode zu Leistungsmessung. Interessant ist, dass die 1910 vorhandene, fortschrittliche Ölpumpe zur Motorschmierung während der Produktionszeit durch eine Schleuderschmierung ersetzt wurde. Die Kühlung wurde mittels Wabenkühler und sicher ab 1911 mit einer Zentrifugal-Wasserpumpe unterstützt.
Für das Modelljahr 1912 wurde dieser Motor zum Antrieb des neuen Thirty, der auch sonst dem Forty von 1911 entsprach. Der einzige aus der Literatur ersichtliche Unterschied besteht darin, dass der Hersteller für den Thirty eine Leistung von 30 bhp (22,4 kW) angab. Es ist unklar, ob diese Änderung nur auf dem Papier bestand oder ob auch technische Anpassungen erfolgt sind. Immerhin erhielt auch der Thirty eine Doppelzündanlage und einen Stromberg-Vergaser. Weil für das A.L.A.M.-Rating die Zylinderbohrung maßgeblich ist, blieb es hier bei 32,4 PS.
Der Forty erhielt 1912 einen größeren Motor mit (unverändert) 4½ Zoll (114 mm) Bohrung und (neu) 5,5 Zoll (140 mm) Hub, woraus sich ein Hubraum von 349,9 Kubikzoll (5734 cm³) ergibt. Die Gemischaufbereitung erfolgte, wie erwähnt, ebenfalls mittels Stromberg-Vergaser. Auch für diesen Motor wurden 40 bhp (29,8 kW) angegeben und auch sein A.L.A.M.-Rating von 32,4 PS änderte sich wegen der unveränderten Zylinderbohrung nicht.

### Kraftübertragung
Geschaltet wurde mittels konventionellem Dreigang-Schaltgetriebe und Mehrscheibenkupplung; die Kraft wurde über eine Kardanwelle an die Hinterachse übertragen. Diese ist "freischwebend" konstruiert, d. h. die Antriebs-Halbwellen sind von Querkräften befreit. Das äußere Wellenende steckt in der Radnabe.

### Fahrgestell und Aufhängung

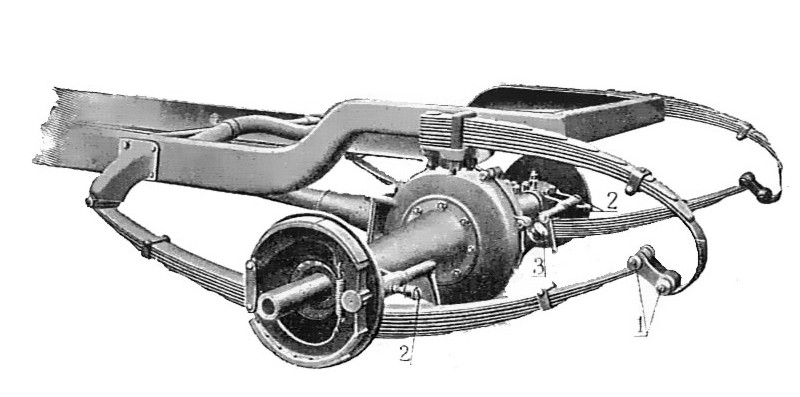
Typische Hinterachsaufhängung (1912) mit Dreiviertel-Elliptikfedern ("Underslung"-Bauweise mit oberhalb der Federn befestigter Achse).

Alle zwischen 1909 und 1912 gebauten Inter-State sind Rechtslenker. Forty und Thirty teilen sich das Fahrgestell samt dem Radstand von 118 Zoll. (2997 mm) Die Spurweite betrug beim Forty zunächst 56,5 Zoll (1435 mm) und zumindest 1912 56 Zoll (1422 mm).
Soweit sichtbar, handelt es sich um einen konventionellen Leiterrahmen, der mit einiger Sicherheit vom 35/40 abgeleitet worden ist. Das Fahrzeug hat Starrachsen vorn und hinten. Diese sind vorn an Halbelliptik- und hinten an Dreiviertelliptik-Blattfedern aufgehängt. Zeitgenössische Aufnahmen zeigen hölzerne Artillerieräder mit vorn 10 und hinten 12 Speichen; wo Ersatzreifen sichtbar sind, scheinen sie auf abnehmbaren Felgenkränzen aufgezogen. Dies war ein Schritt zu etwas mehr Komfort in Zeiten nicht abnehmbarer Räder: Man brauchte nur den Kranz auszutauschen und konnte den defekten Reifen zu Hause abziehen und reparieren oder gleich zum Fachmann bringen. Einheitlich sind für Thirty und Forty Reifen der Dimension 34 × 4 Zoll vorgesehen.
Das Bremspedal wirkt auf die Innenbacken-Bremstrommeln an der Hinterachse; die Handbremse betätigt eine Außenbackenbremse, die entweder an der Hinterachse, am Getriebe oder am Differential angebracht ist.
Der Benzintank fasst 16 US-Gallonen (60,6 Liter) beim Thirty und 18 Gallonen (68,2 Liter) beim Forty.
Die Fahrgestellnummer für Thirty, Forty und Fifty des Modelljahrs 1912 ist im Fahrzeug vor dem Fahrersitz angebracht. Sie ist eine vierstellige Produktionsnummer und besteht aus Zahlen zwischen 4104 und 6000; das spezifische Modell lässt sich aus dieser fortlaufenden Produktionsnummer nicht herauslesen.

## Karosserien
Nachstehend eine kurze Erklärung über die heute ungewöhnlichen anmutenden Karosseriebezeichnungen des Inter-State Thirty und Forty.
Inter-State verwendete für jede Kombination von Fahrgestell und Karosserie eine eigene Modellnummer, die in der Modellübersicht aufgeschlüsselt wird.

### Touring, Fore-door Touring und Torpedo
Den Forty gab es in seinen ersten beiden Produktionsjahren, 1910 und 1911, in fünf Karosserievarianten. Am meisten verbreitet und wahrscheinlich auch bei Inter-State am häufigsten geordert war der Touring, ein offener Fünfsitzer mit meist zwei Sitzreihen und Notverdeck. Größere Versionen hatten oft Notsitze, die aus der Rückwand der Vordersitze oder aus dem Boden geklappt werden konnten oder drei Sitzreihen. Der Touring wurde in Europa auch Doppelphaeton genannt. Zunächst gab es nur hinten Türen; als sich solche auch vorne durchzusetzen begannen, wurden diese Fahrzeuge i9n einer kurzen Übergangszeit Fore-door Touring genannt um sie vom schnell aus der Mode geratenen Touring abzugrenzen. Analog verfuhr man mit anderen Karosserieformen wie dem Tonneau und sogar dem Roadster, obwohl dieser gar keine "vorderen" Türen hatte. Der Begriff "Touring" verschwand allmählich zugunsten von Phaeton (eher in den USA) und Torpedo (eher in Europa). In der Übergangszeit, in welcher der Inter-State gebaut wurde, war der Torpedo eine in der Regel viersitzige Bauform mit vier Türen und einem weichen Übergang von der Motorhaube zum Karosseriekörper.
Als Touring wog der Inter-State Forty mindestens 2700 lbs (1225 kg), nach einer anderen Quelle sogar 2900 lbs (1315 kg). 1911 erschien das Auto mit nur noch 2000 lbs (907 kg) deutlich abgespeckt; 1912 dürften die neuen Fore-door-Aufbauten für eine neuerliche Gewichtszunahme auf 2500 lbs (1135 kg) verantwortlich gewesen sein. Der Thirty Touring war nicht leichter.

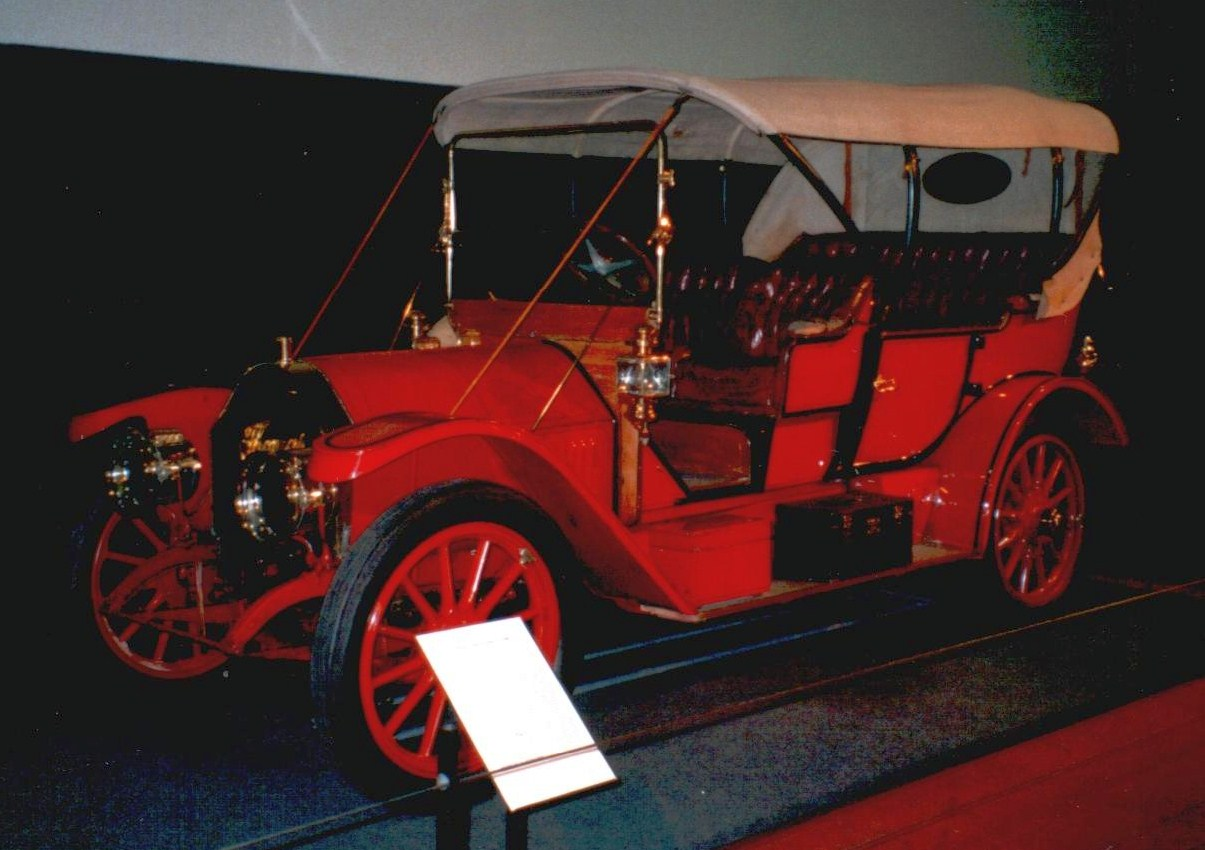
Ein typischer Touring: Thomas Flyer 1910.
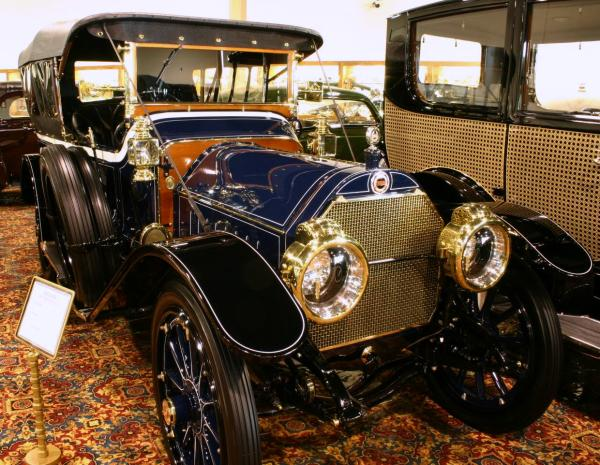
ALCo Six Fore-door Touring (1912).
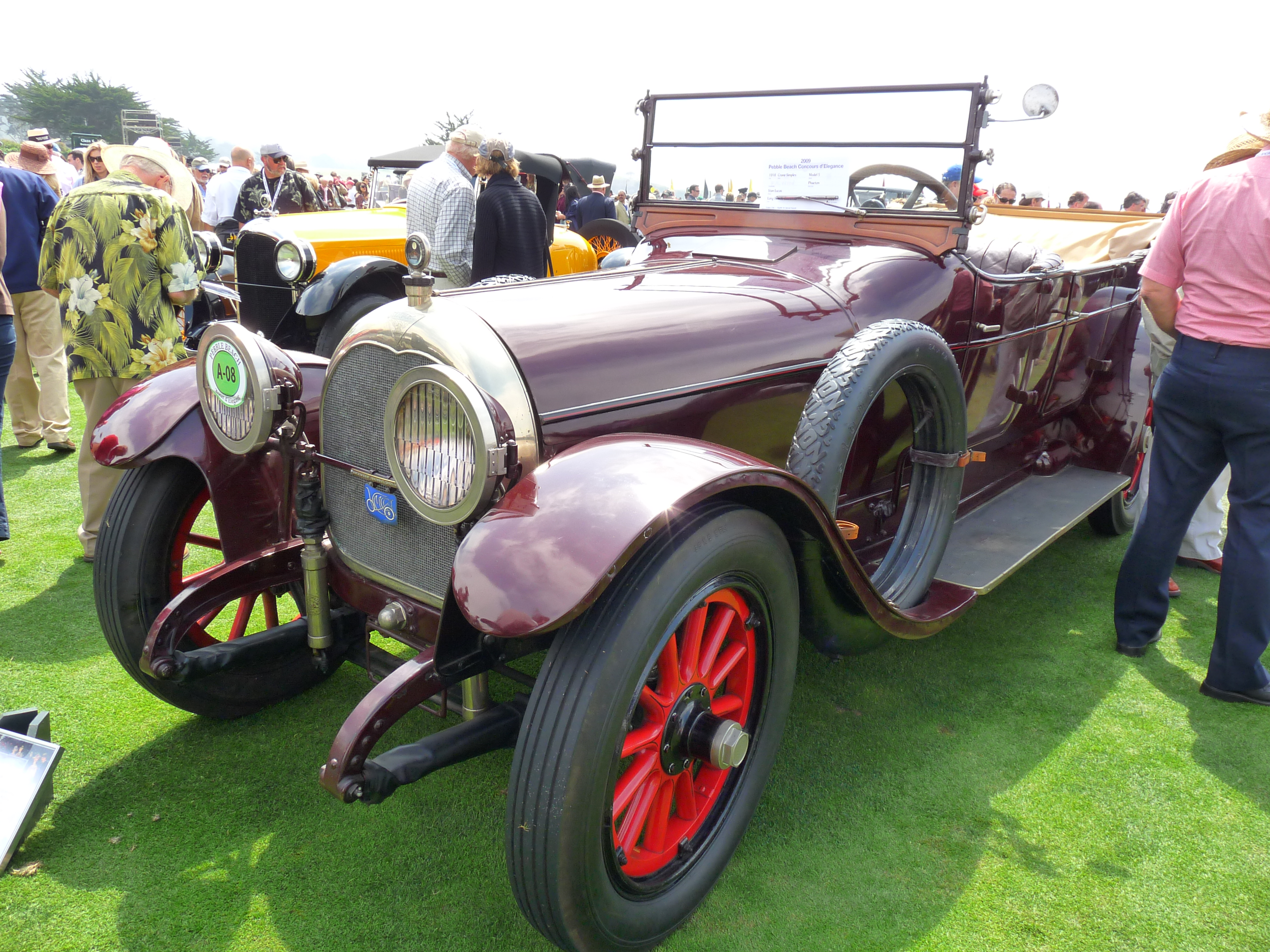
Crane-Simplex Model 5 Phaeton (1916).

### Roadster und Fore-door Roadster
Eine weitere Version war der Roadster. Ähnlich dem Runabout war dies ursprünglich eine Alternativbezeichnung für einen Motor-Buggy, also eine zweisitzige "Kutsche ohne Pferde" mit dem Motor unter dem Sitz oder im Heck. Als sich in den frühen 1900er Jahren der vorn liegende Motor durchsetzte, wurden beide Begriffe analog verwendet. Auch wenn wir uns heute an zweisitzige Roadster gewöhnt haben, war dies bis weit in die 1930er Jahre keineswegs die Regel. Zu Zeiten des Inter-State wurde oft hinten ein zusätzlicher Einzelsitz, Doppelsitz oder eine Sitzbank angebracht. In dieser Form wurde der 4-passenger Roadster auch als Tourabout bezeichnet. Der Übergang zum leicht gebauten Toy Tonneau ist fließend. Inter-State bot den Roadster als Forty wahlweise mit drei oder vier Sitzen an; beim Thirty wurde keine Sitzzahl vermerkt. Analog dem Fore-door Touring verfuhr man mit dem Roadster, obwohl dieser gar keine "vorderen" Türen hatte.

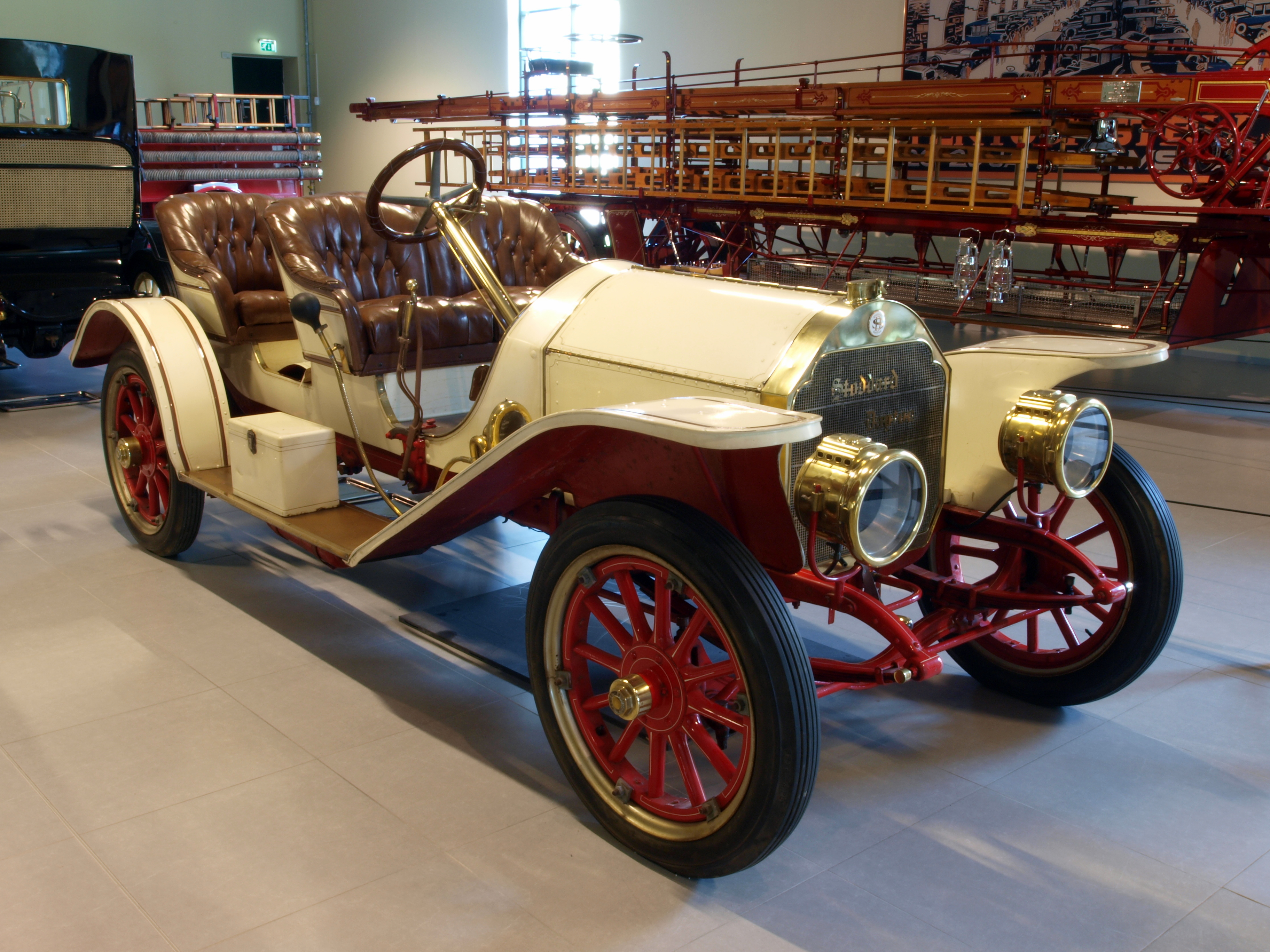
Stoddard-Dayton Model 10C 4-passenger Roadster (1910).
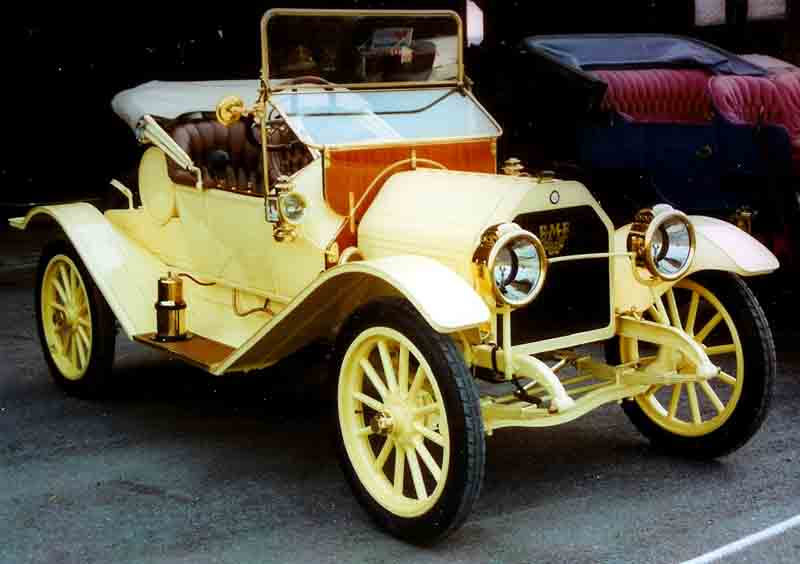
E.M.F. Model 30 Fore-door Roadster (1912).

### Demi-Tonneau und Fore-door Demi-Tonneau
Das Tonneau ist eine der ältesten Karosserieformen und geht auf entsprechend gebaute Kutschen zurück. Der Zugang zum Fond ("Tonneau") erfolgte meist über eine Türe im Heck, seltener auf einer Seite. Die Sitzanordnung war oft (aber nicht zwingend) "U"-förmig, oft mit einem innen an der Tür befestigten Klappsitz. Oft waren die Sitzplätze längs zur Fahrtrichtung angeordnet. "Demi" oder auch close coupled bedeutet, dass das hintere Abteil verkürzt und damit die Rückbank nach vorn verschoben war, was "sportlicher" wirkte. Den Begriff gibt es auch in Verbindung mit anderen Karosseriebauformen wie Touring, Limousine oder anderen mehrreihigen Karosserien. Analog dem Fore-door Touring gab es auch das Fore-door Tonneau.

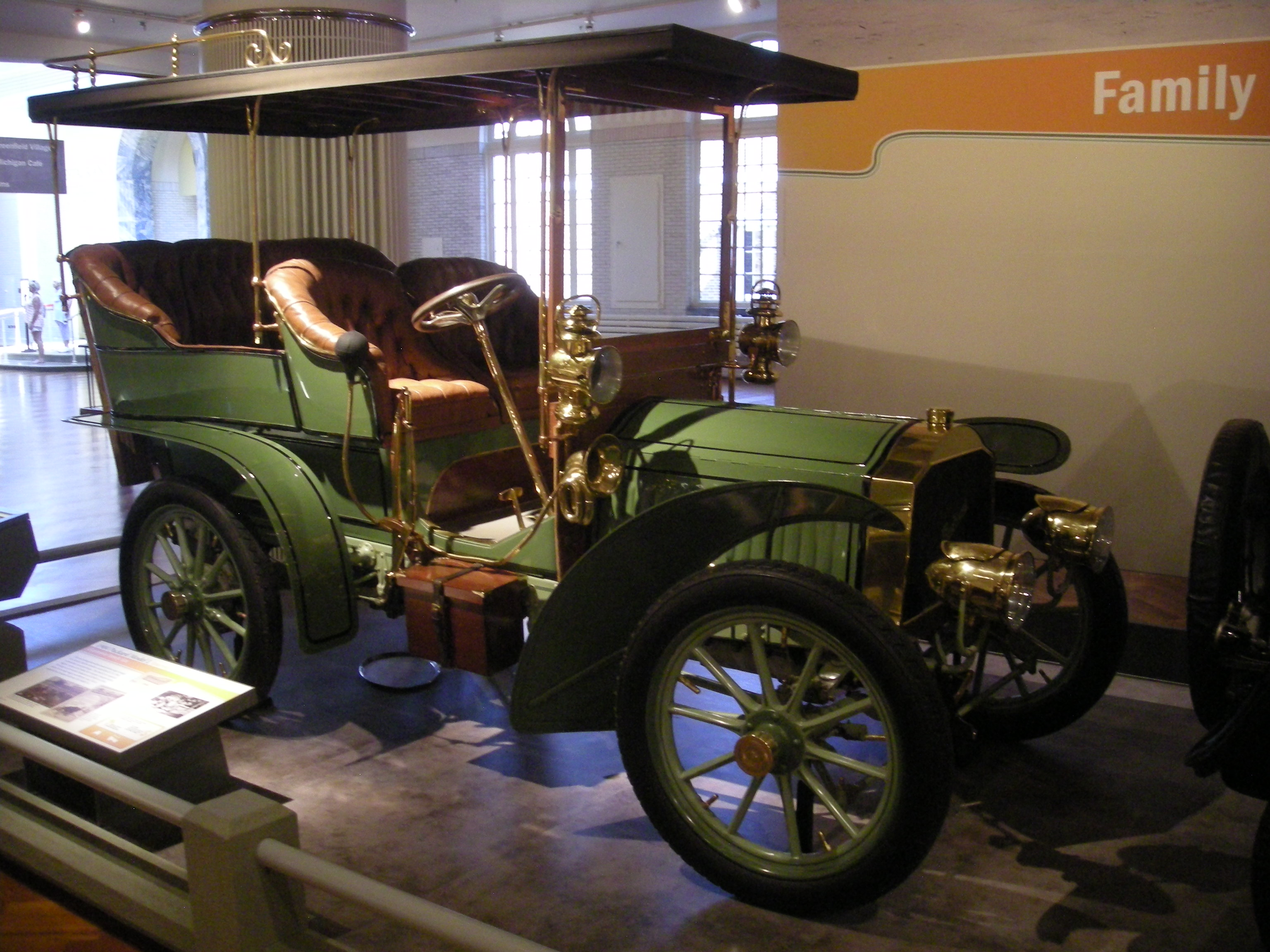
Ein Tonneau mit zusätzlichem festen Dach (Packard Model L 1904).
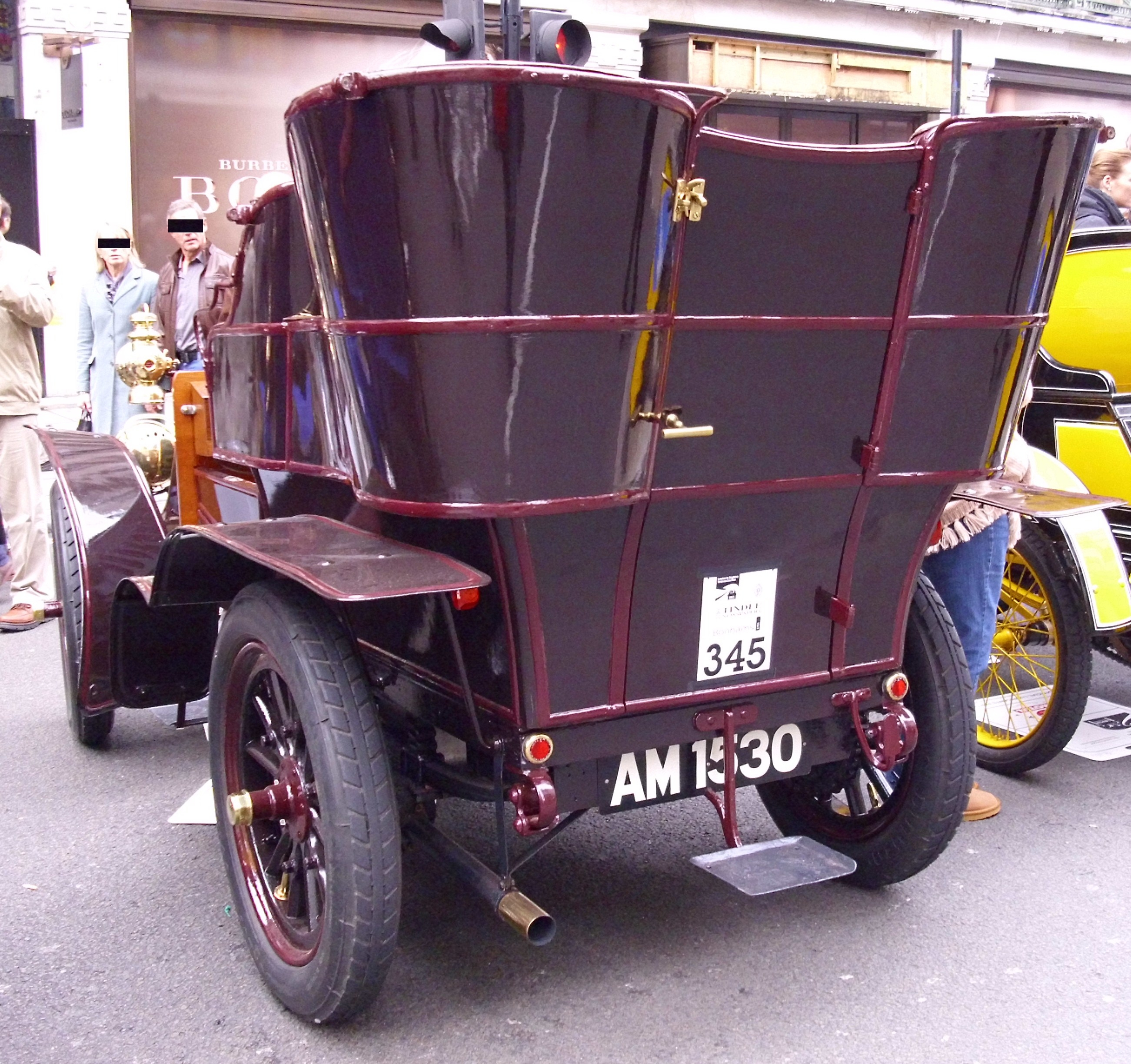
Typisches Tonneau-Heck mit Einstiegstür (Sunbeam 1903).

## Modellübersicht

### Inter-State Forty (1911–1912)
| Modell           | Bauzeit | Motorbauform, Ventilsteuerung | Hubraum                  | Leistung        | Radstand          | Karosserie                      | Preis    |
| ---------------- | ------- | ----------------------------- | ------------------------ | --------------- | ----------------- | ------------------------------- | -------- |
| Forty Model 30   | 1910    | R4, SV-Ventilsteuerung        | 318,06 cu in (5.212 cm³) | 40 PS (29,4 kW) | 118 in (2.997 mm) | Touring, 5 Sitze                | 1750 US$ |
| Forty Model 31   | 1910    | R4, SV                        | 318,06 cu in (5.212 cm³) | 40 PS (29,4 kW) | 118 in (2.997 mm) | Demi-Tonneau, 4 Sitze           | 1750 US$ |
| Forty Model 32   | 1910    | R4, SV                        | 318,06 cu in (5.212 cm³) | 40 PS (29,4 kW) | 118 in (2.997 mm) | Roadster, 3 Sitze               | 1750 US$ |
| Forty Model 33   | 1910    | R4, SV                        | 318,06 cu in (5.212 cm³) | 40 PS (29,4 kW) | 118 in (2.997 mm) | Roadster, 4 Sitze               | 1750 US$ |
| Forty Model 34   | 1910    | R4, SV                        | 318,06 cu in (5.212 cm³) | 40 PS (29,4 kW) | 118 in (2.997 mm) | Torpedo, 4 Sitze                | 2000 US$ |
| Forty Model 30-A | 1911    | R4, SV                        | 318,06 cu in (5.212 cm³) | 40 PS (29,4 kW) | 118 in (2.997 mm) | Touring, 5 Sitze                | 1750 US$ |
| Forty Model 31-A | 1911    | R4, SV                        | 318,06 cu in (5.212 cm³) | 40 PS (29,4 kW) | 118 in (2.997 mm) | Demi-Tonneau, 4 Sitze           | 1750 US$ |
| Forty Model 32-A | 1911    | R4, SV                        | 318,06 cu in (5.212 cm³) | 40 PS (29,4 kW) | 118 in (2.997 mm) | Roadster, 3 Sitze               | 1750 US$ |
| Forty Model 33-A | 1911    | R4, SV                        | 318,06 cu in (5.212 cm³) | 40 PS (29,4 kW) | 118 in (2.997 mm) | Roadster, 4 Sitze               | 1750 US$ |
| Forty Model 34-A | 1911    | R4, SV                        | 318,06 cu in (5.212 cm³) | 40 PS (29,4 kW) | 118 in (2.997 mm) | Torpedo, 4 Sitze                | 2000 US$ |
| Forty Model 40   | 1912    | R4, SV                        | 349,9 cu in (5.734 cm³)  | 40 PS (29,4 kW) | 118 in (2.997 mm) | Fore-door Touring, 5 Sitze      | 2400 US$ |
| Forty Model 41   | 1912    | R4, SV                        | 349,9 cu in (5.734 cm³)  | 40 PS (29,4 kW) | 118 in (2.997 mm) | Fore-door Demi-Tonneau, 4 Sitze | 2400 US$ |
| Forty Model 42   | 1912    | R4, SV                        | 349,9 cu in (5.734 cm³)  | 40 PS (29,4 kW) | 118 in (2.997 mm) | Fore-door Roadster, 2 Sitze     | 2400 US$ |

### Inter-State Thirty (1912)
| Modell            | Bauzeit | Motorbauform, Ventilsteuerung | Hubraum/cm               | Leistung        | Radstand          | Karosserie                 | Preis    |
| ----------------- | ------- | ----------------------------- | ------------------------ | --------------- | ----------------- | -------------------------- | -------- |
| Thirty Model 30-A | 1912    | R4, SV                        | 318,06 cu in (5.212 cm³) | 30 PS (22,1 kW) | 118 in (2.997 mm) | Fore-door Touring, 5 Sitze | 1750 US$ |
| Thirty Model 32-A | 1912    | R4, SV                        | 318,06 cu in (5.212 cm³) | 30 PS (22,1 kW) | 118 in (2.997 mm) | Roadster                   | 1700 US$ |

## Karosserien und Ausstattung
Ebenfalls ersichtlich ist, dass zur Beleuchtung Acetylen- oder Öllampen verwendet wurden.

## Produktionszahlen
| Modelljahr | Stückzahl |
| ---------- | --------- |
| 1910       | 627       |
| 1911       | 839       |
| 1912       | 1012      |
| Total      | 2478      |

Diese Produktionszahlen nach Modelljahr beruhen auf Angaben der Automobilhistoriker Beverly Rae Kimes und Henry Austin Clark, jr. im Standard Catalogue of American Cars 1805–1942. Sie schließen die Baureihen Forty (1910–1912), Fifty (1911–1912) und Thirty (1912) ein; eine Aufschlüsselung nach Modell und/oder Karosserievariante ist nicht möglich.

## Inter-State Thirty und Forty heute

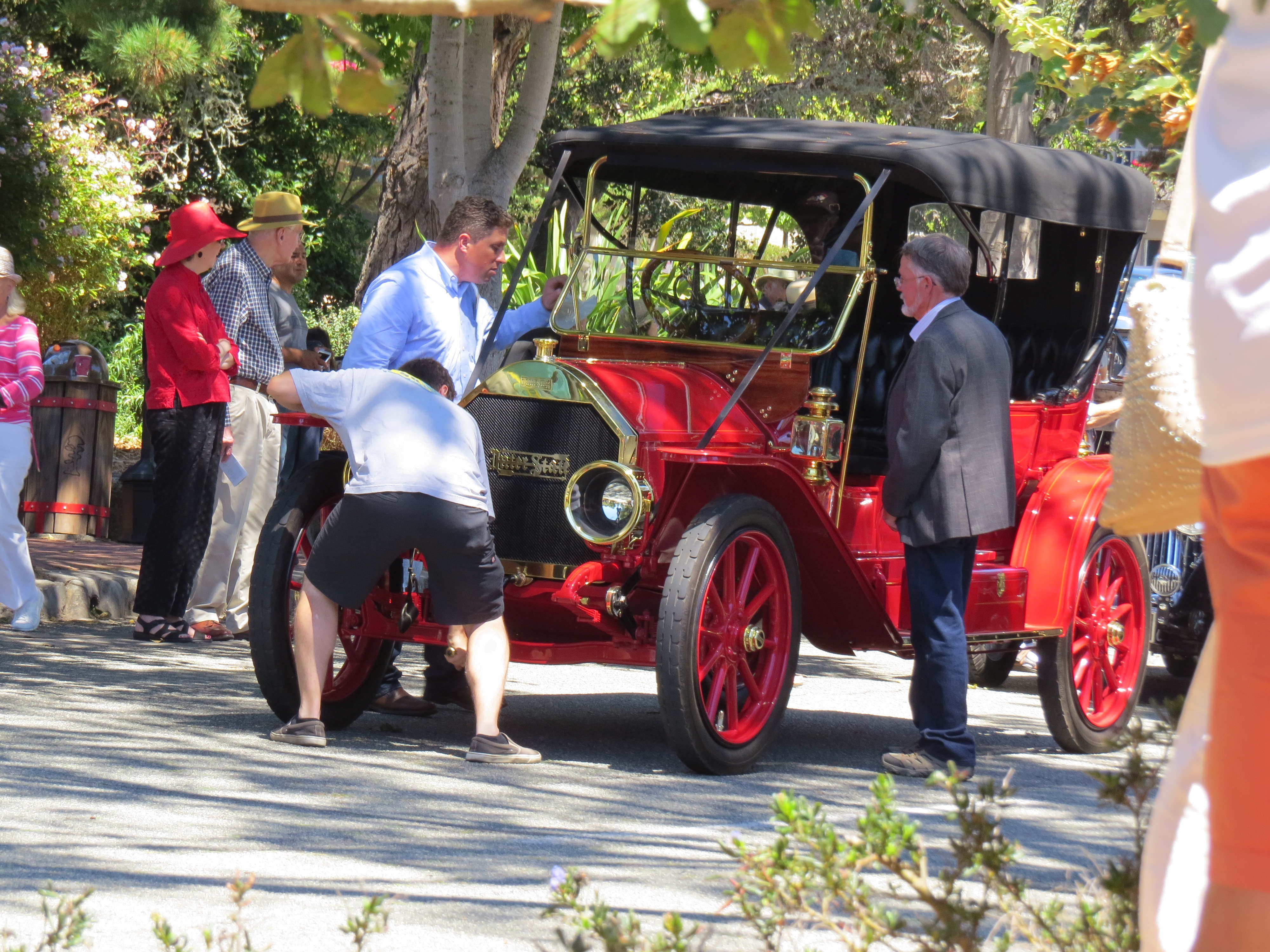
Ein Inter-State Forty Model 31-A Demi-Touring von 1911 an der Carmel Tour d'Elegance 2015.

Mindestens ein Inter-State Forty ist erhalten geblieben. Es handelt sich dabei um ein Forty Model 31-A Demi-Tonneau von 1911. Dem Informationsaustausch unter den wenigen Besitzern eines Inter-State dient die Inter-State Motor Car Registry.